# Herman Meyboom
Herman Meyboom (Surabaya, 23 de agosto de 1889 - data desconhecida) foi um jogador de polo aquático e oficial belga, medalhista olímpico.
Herman Meyboom fez parte do elenco medalha de prata de Londres 1908 e Estocolmo 1912.